# Ванеса Морган
Ванеса Морган Мзира, известна като Ванеса Морган, е канадска актриса. Най-известна е с ролите си на Сара в сериала на Дисни „Бавачката ми е вампир“ и тази на Тони Топаз в сериала „Ривърдейл“

## Биография
Ванеса Морган е родена на 23 март 1992 г. в Отава, Онтарио. Майка ѝ е шотландка а баща ѝ танзаниец. Морган започва да пее на шестгодишна възраст. Тя е забелязана от холивудски агент през 1999 г. и печели стипендия за актоьрската академия в Холивуд.
Ванеса Морган прави своя актьорски дебют във филма „Коледната песен на една звезда“ през 2000 г. Има участие и във филма „Франки и Алекс“ през 2010 г.
На следващата година Морган играе ролята на Сара във филма на Дисни „Бавачката ми е вампир“ както и в сериала със същото име. Морган се появява и в други продукции на Дисни като филма „Принц Смотльо“ и второстепенна роля за четири епизода в сериала „Фермата ГОТ“
През 2013 г. Ванеса Морган се появява и в два от епизодите на сериала „Деграси: Следващо поколение“.
През 2017 г. тя се присъединява към основния актьорски състав на фентъзи сериала „Хрониките на Шанара“ в ролята на принцеса Лира. Играе и в сериала „Ривърдейл“ в ролята на Тони Топаз.

### Личен живот
На 3 юли 2019 г. Морган се сгодява за професионалния бейзболист Майкъл Копеч и се женят на 4 януари 2020 г.